# King of the Belgians
Pour plus de détails, voir Fiche technique et Distribution.
King of the Belgians est un film belge, néerlandais et bulgare, sorti en 2016, écrit et réalisé par Peter Brosens et Jessica Woodworth. Le film a été présenté en première au Festival international du film de Venise dans la section Orizzonti,.

## Synopsis
Nicolas III, roi des Belges, est en visite officielle à Istanbul, suivi par un documentariste britannique.  Durant cette visite, la nouvelle tombe que la Wallonie s'est déclarée indépendante de la Belgique.  Afin de régler cette crise, Nicolas III doit rentrer en Belgique, mais un orage magnétique empêche le trafic aérien et coupe toute communication, l'empêchant de quitter la Turquie. Grâce à l'aide du documentariste et de chanteurs folkloriques bulgares, il tente de rejoindre son pays incognito, via les Balkans.

## Distribution
- Peter Van Den Begin : Roi Nicolas III
- Lucie Debay : Louise Vancraeyenest
- Titus De Voogdt : Carlos
- Bruno Georis : Ludovic Moreau
- Goran Radakovic : Dragan
- Pieter van der Houwen : Duncan Lloyd
- Nina Nikolina : Ana